# Xã Port Huron, Michigan
Xã Port Huron (tiếng Anh: Port Huron Township) là một xã thuộc quận St. Clair, tiểu bang Michigan, Hoa Kỳ. Năm 2010, dân số của xã này là 10.654 người.